# Maracay

Kommunens läge i delstaten Aragua

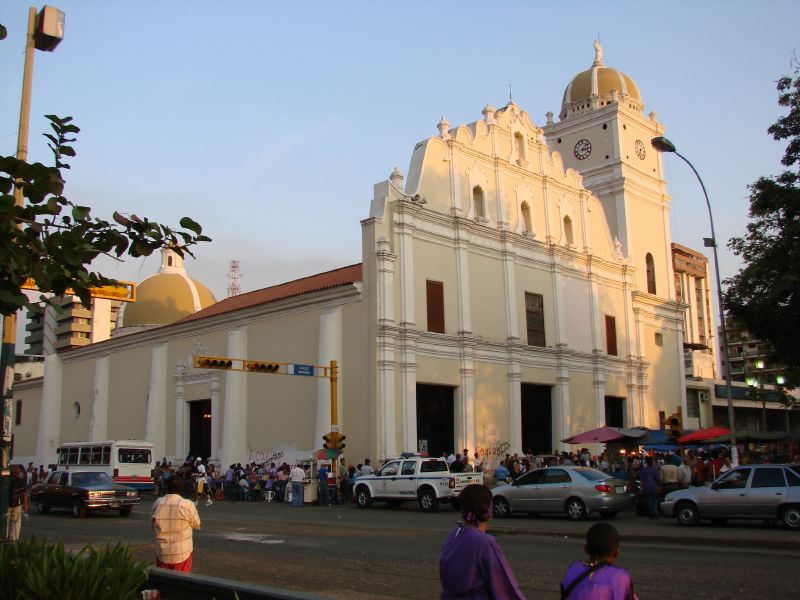
Katedralen i Maracay

Maracay är en stad i norra Venezuela, och är den administrativa huvudorten för delstaten Aragua. Den är belägen vid Valenciasjöns östra kust. Maracay grundades 5 mars 1701.

## Stad och storstadsområde
Maracay består av sju tätortssocknar, parroquias urbana, med totalt 436 779 invånare (2007). Hela kommunen inkluderar ytterligare en socken och har totalt 439 947 invånare (2007) på en yta av 302 km². Kommunens officiella namn är Girardot.
Storstadsområdet, Área Metropolitana de Maracay, är ett av Venezuelas folkrikaste och har 1 154 450 invånare (2007) på en yta av 1 422 km². Området omfattar de åtta kommunerna Bolívar, Francisco Linares Alcántara, Girardot, José Ángel Lamas, Libertador, Mario Briceño Iragorry, Santiago Mariño och Sucre.